# الرجمة (حبيش)

تعديل مصدري - تعديل

الرجمة محلة تابعة لقرية الظاهر، التابعة لعزلة الناحية بمديرية حبيش إحدى مديريات محافظة إب في الجمهورية اليمنية، بلغ تعداد سكانها 48 حسب تعداد اليمن لعام 2004.